# Country Club (Missouri)
Country Club – wieś w Stanach Zjednoczonych, w stanie Missouri, w hrabstwie Andrew.